# Yankalilla
Yankalilla is een plaats in de Australische deelstaat Zuid-Australië en telt 440 inwoners (2006).